# Theodorico Ferraço
Theodorico de Assis Ferraço (Cachoeiro de Itapemirim, 28 de novembro de 1937) é um político brasileiro filiado ao PP. Possui base em Cachoeiro de Itapemirim, município do qual é, pela quinta vez, eleito como prefeito da cidade. É pai do atual vice-governador do Espírito Santo, Ricardo Ferraço e casado com a ex-deputada federal Norma Ayub.

## Vida e trajetória política
Theodorico Ferraço nasceu em Jaciguá, na época distrito de Cachoeiro de Itapemirim, em 28 de novembro de 1937. Filho de Theodorico Ferraço e Dalila Moreira Ferraço, cursou o primário no Colégio Salesiano de Jaciguá, o secundário em Manhumirim/MG, e Escola Técnica de Comércio em Cachoeiro de Itapemirim, tendo concluído o curso de Bacharel em Direito na Universidade do Espírito Santo em 1963.
Três anos depois de se tornar bacharel, elegeu-se deputado estadual pela ARENA, tomando posse em fevereiro de 1967. Foi reeleito em novembro de 1970, tomando posse no ano seguinte. Antes de terminar o mandato, foi eleito prefeito de Cachoeiro de Itapemirim, tomando posse em 1973, cargo que permaneceu até 1977. Ainda nesse ano, assumiu a Secretaria de Indústria e Comércio a convite do então governador Élcio Álvares. No ano seguinte, após deixar a secretaria, foi eleito deputado federal, pela mesma ARENA, com maior votação do partido, no estado. Com ainda maior votação, e já pelo Partido Democrático Social foi reeleito em 1982 para a Câmara Federal, passando a fazer oposição ao governo de João Figueiredo. Em 1984, participou do movimento conhecido como Diretas Já´, juntamente com outros colegas de partido. No entanto, coerente com o partido e com seus princípios reacionários, votou em Paulo Maluf na eleição indireta de 1985 para Presidente da República.
Em 1986, pelo PFL, tenta uma cadeira no Senado, sendo derrotado por Gerson Camata e João Calmon, ambos do Partido do Movimento Democrático Brasileiro, devido ao sistema de legenda e sub-legenda. Em 1990 estava afastado da política. Rompeu seu ostracismo logo depois para assumir a Secretaria de Estado dos Transportes do governo de Albuíno Cunha de Azeredo. Filiado PTB, em 1994 foi eleito deputado federal, mandato que interrompeu em 1º de janeiro de 1997 para assumir a prefeitura de Cachoeiro de Itapemirim. Foi reeleito em 2000, perfazendo oito anos à frente da prefeitura.
Na prefeitura, entrou em rota de colisão com o então governador José Ignácio Ferreira, tornando-se um dos articuladores de sua ferrenha oposição.
Em 2006 é novamente eleito. Dessa vez como Deputado estadual, 35 anos depois de ter deixado a Assembleia Legislativa do Espírito Santo. Tentou novamente ser prefeito de sua cidade natal, mas foi derrotado em 2008, para Carlos Roberto Casteglione Dias, do Partido dos Trabalhadores.
De volta à  Assembleia Legislativa do Espírito Santo, tornou-se presidente da casa por três vezes seguidas (2011 a 2017), posicionando-se como aliado dos governadores nos momentos decisivos.
Em 2016 sofreu diversas derrotas políticas no sul do estado, seu reduto eleitoral, em especial em Cachoeiro de Itapemirim, com o fracasso de seu candidato, Jathir Moreira e em Itapemirim, com sua esposa, Norma Ayub (DEM).
Em 2017, após inúmeras aproximações e distanciamentos, rompeu com o governador Paulo Hartung, realizando acusações e críticas à sua imagem. Encontra-se próximo politicamente ao ex-governador Renato Casagrande.
Em 2024, aos 86 anos, Ferraço com o apoio do seu candidato a vice-prefeito, Junior Correa, foi eleito pela quinta vez como prefeito de Cachoeiro de Itapemirim, com 44.240 votos, que correspondem a 42,81% dos votos válidos. Com isso, Ferraço é o prefeito mais velho entre todos os municípios capixabas, e o terceiro mais velho do Brasil eleito em 2024.